# Port lotniczy Sabanetan
Port lotniczy Sabanetan – nieużywany obecnie port lotniczy zlokalizowany na wyspie Tinian, niedaleko wioski Sabanetan (Mariany Północne). Pas startowy ma długość 2470 metrów.